# Bohren & der Club of Gore
Bohren & der Club of Gore – niemiecka grupa muzyczna założona w 1992 roku w Mülheim an der Ruhr przez Thorstena Benninga,  Mortena Gassa, Robina Rodenberga oraz Reinera Henseleita. Zespół w swojej twórczości łączy powolny jazz z muzyką dark ambient.

## Dyskografia[2]

### Albumy studyjne
- Gore Motel (1994)
- Midnight Radio (1995)
- Sunset Mission (2000)
- Black Earth (2002)
- Geisterfaust (2005)
- Dolores (2008)
- Beileid (2011)
- Piano Nights (2014)
- Bohren for Begginers (2016)
- Patchouli Blue (2020)

### Minialbumy
- Bohren & der Club of Gore (1994)
- Schwarzer Sabbat Für Dean Martin (1994)
- Mitleid Lady (2009)